# Цим
Цим је насељено мјесто града Мостара, Федерација Босне и Херцеговине, БиХ

## Географија
Налази се у предграђу Мостара и једно од руралних насеља у близини града.

## Становништво
| Националност       | 1991.          | 1981.          | 1971.          |
| Хрвати             | 3.054 (96,40%) | 2.333 (95,03%) | 1.657 (98,39%) |
| Срби               | 19 (0,59%)     | 11 (0,44%)     | 7 (0,41%)      |
| Муслимани          | 18 (0,56%)     | 11 (0,44%)     | 10 (0,59%)     |
| Југословени        | 55 (1,73%)     | 93 (3,78%)     | 0              |
| остали и непознато | 22 (0,69%)     | 7 (0,28%)      | 10 (0,59%)     |
| Укупно             | 3.168          | 2.455          | 1.684          |

## Сусједна насеља
Илићи, Бијели Бријег, Рудник, Виховићи, Горанци

## Презимена
Већина житеља Цима презимена која завршавају са -ић: Кнезовић, Марић, Томић, Јурић, Ђинкић, Иванковић, Иванишевић, Јањић, Стојкић, Џидић и слична, која су произашла из имена. Старе обитељи Дујмовић, Милинковић, Комадина, Цвитковић, Станић, Шуман, Крешић ...